# Licania canescens
Licania canescens är en tvåhjärtbladig växtart som beskrevs av Raymond Benoist. Licania canescens ingår i släktet Licania och familjen Chrysobalanaceae. Inga underarter finns listade i Catalogue of Life.